# Eurytoma iranicola
Eurytoma iranicola is een vliesvleugelig insect uit de familie Eurytomidae. De wetenschappelijke naam is voor het eerst geldig gepubliceerd in 2007 door Zerova.